# Кінгскот
Кінгскот (англ. Kingscote) — найбільше місто на острові Кенгуру, населення в 2006 році становило 1692 чол. Місто є, у першу чергу, туристичним, а також адміністративним і комунікаційним центром острова.
Пам'ятками міста є музей «Будинок Надії» (Hope Cottage), у якому розповідається вся історія острова; олійниця і сироварна, що виробляє свої продукти з овечого молока; останній в Південній Австралії завод з виробництва евкаліптової олії. Готель «Озон», зі своєю статуєю русалки, також є одним з орієнтирів у місті.
Кінгскот був заснований Південно-Австралійською компанією 27 липня 1836, ставши першим європейським поселенням, і незабаром, найбільшим містом на острові.